# السی جین ویلسون
السی جین ویلسون (انگلیسی: Elsie Jane Wilson؛ ۷ نوامبر ۱۸۹۰ – ۱۶ ژانویهٔ ۱۹۶۵) یک هنرپیشه، نویسنده و کارگردان اهل ایالات متحده آمریکا بود.
از فیلم‌ها یا برنامه‌های تلویزیونی که وی در آن نقش داشته است می‌توان به الیور توئیست اشاره کرد.